# Komputer kwantowy

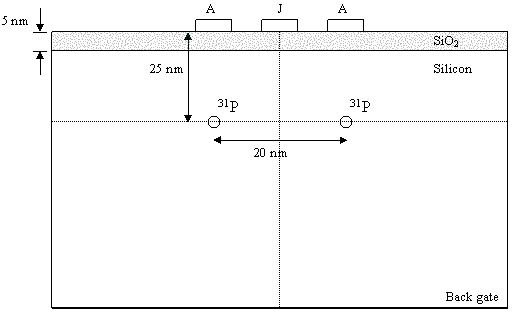
Schemat komputera kwantowego Kane’a

Komputer kwantowy – komputer, do opisu którego wymagana jest mechanika kwantowa, zaprojektowany tak, aby wynik ewolucji tego układu reprezentował rozwiązanie określonego problemu obliczeniowego.

## Zasada działania

Sfera Blocha to wizualna reprezentacja pojedynczego kubitu w pamięci komputera kwantowego

Dane w komputerach kwantowych są reprezentowane przez aktualny stan kwantowy układu stanowiącego komputer. Jego ewolucja odpowiada procesowi obliczeniowemu. Odpowiednie zaplanowanie ewolucji układu kwantowego, czyli stworzenie odpowiedniego algorytmu kwantowego, pozwala teoretycznie na osiągnięcie wyników w znacznie efektywniejszy sposób, niż za pomocą tradycyjnych komputerów.
Urządzenia te wykorzystują zasady mechaniki kwantowej w oparciu o algorytmy kwantowe. Algorytmy te zapożyczają do rozwiązywania konkretnych problemów obliczeniowych swoją podstawową, kwantową jednostkę informacji – kubit. Różnica od klasycznych, "komputerowych" bitów polega na tym, że oprócz wartości 0 lub 1 posiadają pełny zakres stanów pośrednich. Kubit tym samym staje się układem zdolnym do przechowywania oraz przenoszenia znacznie większej liczby informacji niż bit, dzięki czemu jego wydajność jest wielokrotnie wyższa.
W trakcie obliczeń będzie pokrywał jednocześnie całe spektrum stanów pośrednich. Rządzi tym prawo prawdopodobieństwa, podobnie jak położeniem elektronu w atomie. Kubit jest kwantową superpozycją zera i jedynki. Pojedynczy wynik obliczeń komputera kwantowego będzie niepewny. Istotne staje się wykonanie całej serii obliczeń i dopiero ich średnia wartość z dużą dokładnością określi prawidłowy wynik – tym dokładniejszy, im więcej komputer dokona obliczeń. Kubit niesie w sobie jednocześnie o wiele więcej informacji niż bit zero-jedynkowy. Z tego powodu jest w stanie wykonać równolegle wiele obliczeń.

### Rejestry kwantowe
Rejestr kwantowy to np. zespół atomów, z których każdy realizuje jeden z kubitów. Każdy ciąg zer i jedynek, o długości równej rozmiarom rejestru, daje się zapisać w kubitach tego układu (tak samo jak w komórkach pamięci rejestru konwencjonalnego, ale w rejestrze takim w danej chwili może być zapisany tylko jeden ciąg zero-jedynkowy). Rejestr kwantowy, jako złożony z kubitów, może być w stanie będącym dowolną superpozycją wielu ciągów zero-jedynkowych. Jeśli w takim rejestrze kwantowym zapisana by została jakaś duża baza danych, wykonanie pewnej operacji na kubitach tego rejestru byłoby równoznaczne z wykonaniem tej operacji na wszystkich danych naraz.
Jeśli rejestr kwantowy zawiera superpozycję bardzo wielu uzyskanych równolegle wyników, to aby wyłuskać z niego potrzebne nam dane, potrzebujemy algorytmów kwantowych. Algorytmy wykonywane przez komputer kwantowy są algorytmami probabilistycznymi. Oznacza to, że uruchamiając ten sam program na komputerze kwantowym dwukrotnie, można by było otrzymać zupełnie różne wyniki ze względu na losowość procesu kwantowego pomiaru.

## Historia

### Pierwsze opracowania teoretyczne
Na możliwość budowy komputerów wykorzystujących prawa fizyki kwantowej zwrócił uwagę na początku lat 80. Paul Benioff z Argonne National Laboratory w Stanach Zjednoczonych. Kompletną teorię działania komputera kwantowego stworzył w połowie lat 80. David Deutsch z brytyjskiego Uniwersytetu Oksfordzkiego. Dołączył doń następnie polski informatyk i fizyk Artur Ekert, też związany na stałe z Oksfordem. Pomysł wzbudził szersze zainteresowanie w 1994 roku, gdy Peter Shor z AT&T Bell Labs w Murray Hill wymyślił algorytm, który przy użyciu komputera kwantowego mógłby szybko rozkładać bardzo duże liczby na iloczyny liczb pierwszych.

### Realizacje fizyczne

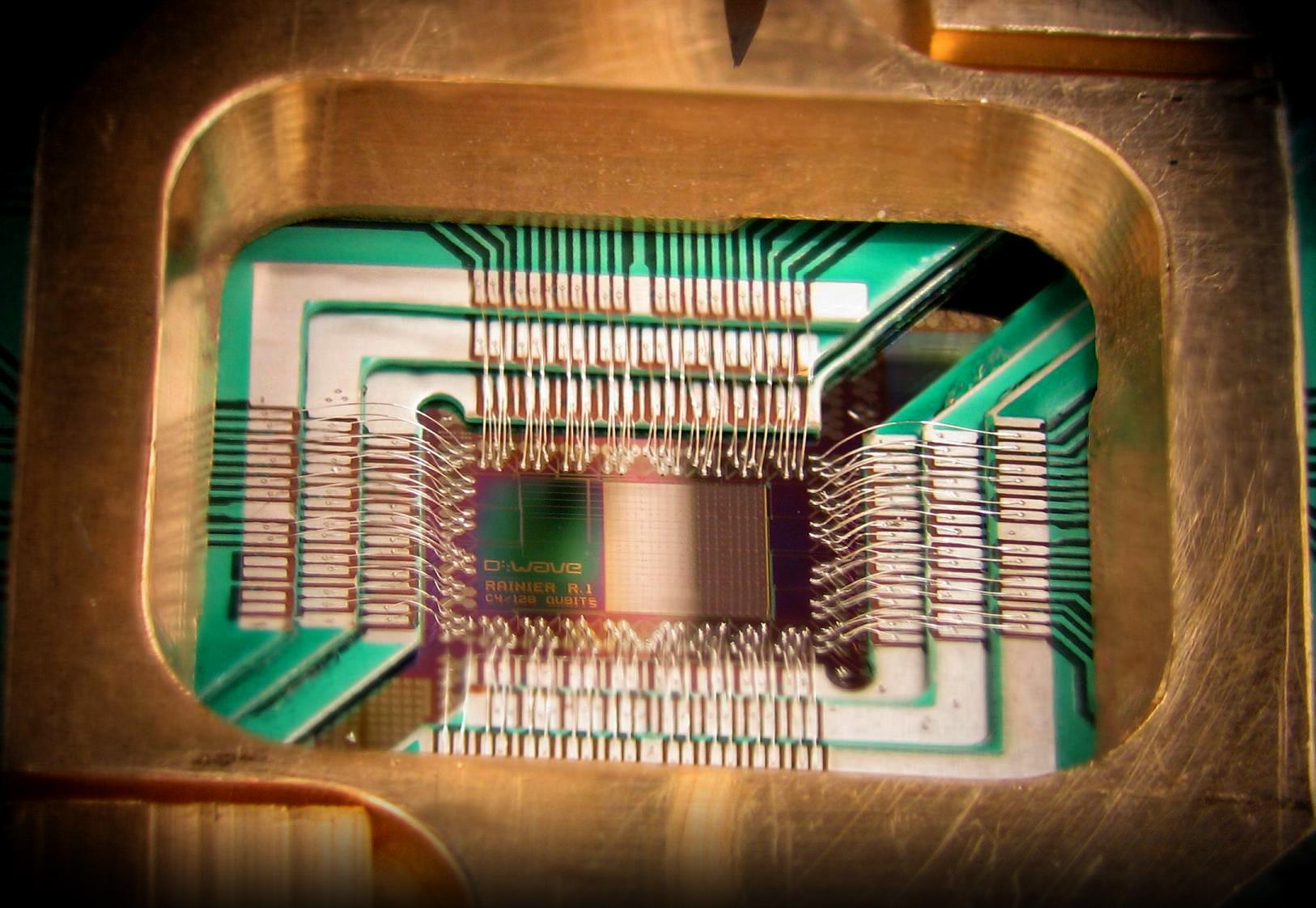
Układ skonstruowany przez D-Wave Systems, zawierający 128 kubitów zrealizowanych za pomocą nadprzewodników

Kubitami są cząstki elementarne, np. fotony lub elektrony. Pierwsze realizacje kontrolowanych obliczeń kwantowych zaprezentowano w 1995 roku. Jednocześnie w kilku ośrodkach udało się skonstruować kwantowe bramki, które przetwarzałyby kubity. Grupa prof. H. Jeffa Kimble'a z Kalifornijskiego Instytutu Technologii w Pasadenie posłużyła się atomem cezu złapanym w optyczną pułapkę pomiędzy lustrami (rolę kubitów grały fotony o różnej polaryzacji). Z kolei grupa Chrisa Monroe z Narodowego Instytutu Standardów i Technologii w Boulder w Kolorado wykorzystała atom berylu oświetlany światłem lasera. Jeszcze inną bramkę kwantową, wykorzystując atom rydbergowski, stworzył zespół Serge'a Haroche'a z francuskiej École Normale Supérieure.
W 2001 roku grupa informatyków z IBM i Uniwersytetu Stanford zademonstrowała działanie algorytmu Shora na 7-kubitowym komputerze kwantowym opartym na jądrowym rezonansie magnetycznym. Dokonano wtedy rozkładu liczby 15 = 3 • 5. Natomiast faktoryzacji liczby 21 dokonała w 2011 roku inna grupa badaczy.

#### Komputery D-Wave Systems (kwantowe wyżarzacze)
13 lutego 2007 firma D-Wave Systems zaprezentowała 128-kubitowy układ, nazywany pierwszym na świecie komputerem z rejestrem kwantowym. Nie ma jednak pewności, czy można go tak nazwać: zaprezentowano bowiem jedynie jego działanie, pomijając budowę. W 2009 roku D-Wave Systems stworzyło dla Google komputer kwantowy wyszukujący grafiki. W maju 2011 firma Lockheed Martin zakupiła wyprodukowany przez D-Wave Systems komputer za 10 milionów dolarów, podpisując jednocześnie kilkuletni kontrakt na jego obsługę i opracowanie odpowiednich algorytmów. W 2012 roku na komputerze kwantowym zaprezentowano znajdowanie zwiniętego białka o najniższej energii.
W styczniu 2012 roku badacze z D-Wave Systems 84-kubitowym komputerem kwantowym obliczyli kilka liczb Ramseya. Było to największe dotychczas przeprowadzone obliczenie kwantowe. 3 miesiące później przy pomocy 2 kubitów udowodniono, że algorytm Grovera jest poprawny w 95% przypadków. W kwietniu D-Wave Systems poinformowało o Vesuvius – 512-kubitowym czipie, który może dokonywać więcej niż 1038 obliczeń naraz, co zajęłoby przeciętnemu PC miliony lat. W sierpniu przy pomocy 5 nadprzewodzących rezonatorów i 4 kubitów fazowych (nadprzewodzące urządzenie bazujące na tunelowaniu Josephsona) pokazano, że algorytm Shora jest poprawny w 50% przypadków, co zgadza się z teorią.
Na początku 2014 roku John Smolin i Graeme Smith przedstawili pracę, w której argumentują, że maszyna posiadana przez D-Wave Systems nie jest komputerem kwantowym. Natomiast w marcu 2014 roku w „Nature Physics” przedstawiono wyniki eksperymentów dowodzących, że D-Wave One jest jednak komputerem kwantowym. Znów test z czerwca 2014 nie wykazał różnicy pomiędzy klasycznym komputerem a maszyną D-Wave Systems, lecz firma odpowiedziała, że różnica jest zauważalna dopiero dla bardziej zaawansowanych problemów niż te rozwiązywane w teście. Na początku 2017 roku firma przedstawiła maszynę rzekomo składającą się z 2000 kubitów, która była 2500 razy szybsza od najszybszych klasycznych algorytmów. Dwa miesiące później grupa naukowców wykazała jednak, że porównanie to nie jest trafne.
Na fali tych doniesień również National Security Agency pracowała nad zbudowaniem komputera kwantowego, głównie służącego do łamania zaszyfrowanych informacji.

### Wykorzystanie komercyjne
IBM wprowadził w styczniu 2019 roku kwantowe, komercyjne rozwiązanie IT (w chmurze). Usługa IBM Q ma do dyspozycji kwantowe komputery wyposażone w dwudziestokubitowy procesor. W 2022 roku wartość globalnego rynku komputerów kwantowych wyniosła 10,13 mld dolarów. Według aktualnych prognoz do 2030 roku przekroczy ona 125 mld dolarów.

## Zalety obliczeń kwantowych
Komputer kwantowy, mimo że wykorzystywałby inne właściwości fizyczne niż klasyczne komputery, nie umożliwiałby rozwiązywania nowej klasy problemów. Każdy problem rozwiązywalny przez komputer kwantowy może zostać rozwiązany przez komputer klasyczny. Jednak dzięki specyficznym własnościom komputerów kwantowych pewne problemy można byłoby rozwiązać znacznie szybciej, co w praktyce znacznie poszerzyłoby zakres problemów do jakich mogą być użyte komputery. Klasycznym przykładem jest tutaj algorytm faktoryzacji Shora, służący do rozkładu liczb na czynniki pierwsze. Wykonanie podobnego algorytmu dla kilkudziesięciocyfrowych liczb na współczesnych komputerach przekroczyłoby średnią długość życia człowieka, a dla liczb jeszcze większych – czas istnienia wszechświata. Na komputerach kwantowych możliwe byłoby wykonanie tych operacji w bardziej realnym okresie.
W najczęściej spotykanym modelu obliczeń kwantowych stan układu kwantowego reprezentowany jest za pomocą wektora w skończeniewymiarowej przestrzeni Hilberta (kubit). Natomiast przeprowadzane operacje są opisywane za pomocą macierzy unitarnych.

## Ograniczenia obliczeń kwantowych
Idea kwantowego komputera też ma swoje słabe strony. Najpoważniejsza z nich nazywa się dekoherencją. Polega ona na tym, że stany kwantowe będące superpozycjami stanów stacjonarnych są nadzwyczaj nietrwałe. Pod wpływem oddziaływania czynników zewnętrznych układ „wypada” ze stanu superpozycji i „przeskakuje” do jednego ze stanów stacjonarnych. Dokonuje się to w ciągu drobnego ułamka sekundy. Nawet najmniejszy kontakt z otoczeniem może wpłynąć na wynik pomiaru. Aby przeciwdziałać dekoherencji stosuje się kody kwantowej korekcji błędów, dynamiczną kontrolę rozprzęgnięcia (zmniejszenie sprzężenia pomiędzy systemem a środowiskiem), kontrolę sprzężenia zwrotnego oraz podprzestrzenie bez dekoherencji.
W 2012 roku udało się stłumić dekoherencję na ok. 2 sekundy w temperaturze pokojowej. Rok później czas ten wyniósł już 39 minut.